# Flughafen Honiara

i8
i11
i13
Der Honiara International Airport (IATA-Code: HIR, ICAO-Code: AGGH) ist der internationale Flughafen von Honiara, der Hauptstadt der Salomonen, auf der Insel Guadalcanal. Er liegt etwas außerhalb östlich des Hauptstadtbezirks in der Provinz Guadalcanal. Bis November 2003 war er unter dem Namen Henderson Field bekannt.

## Geschichte

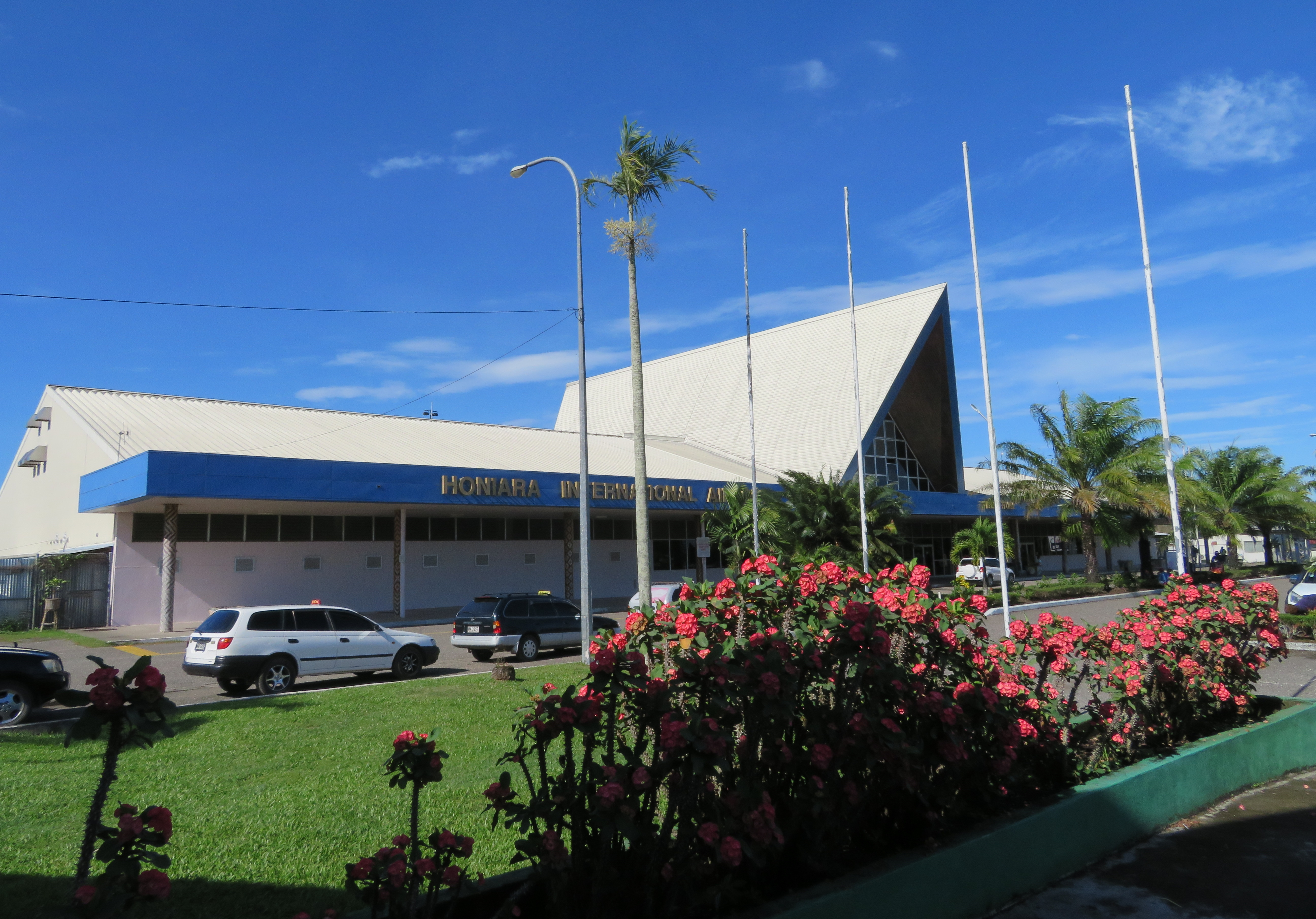
Flughafen Honiara, 2019

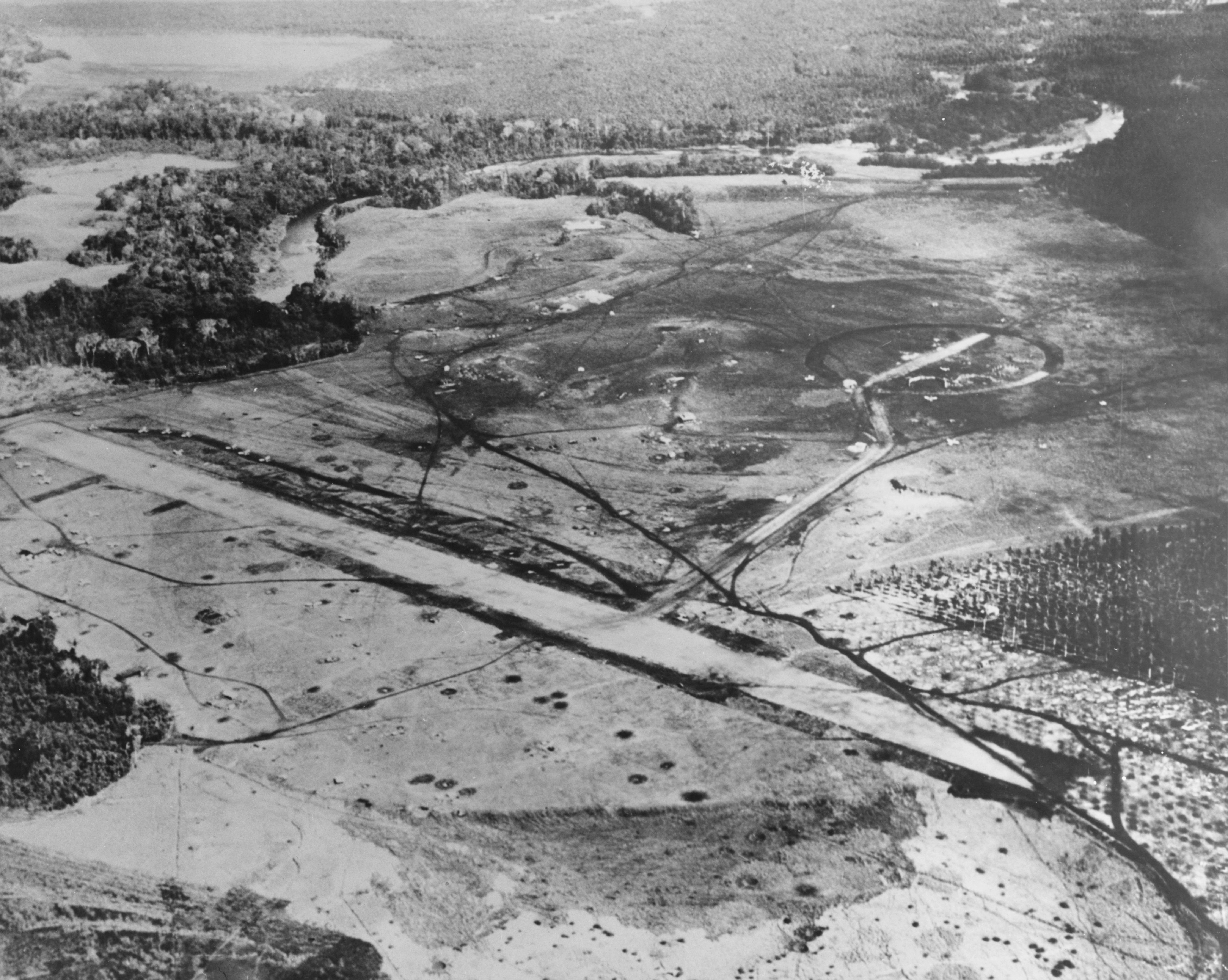
Der japanische Militärflugplatz, August 1942

Nachdem die Salomonen während des Zweiten Weltkriegs im Pazifikkrieg in die Hände der Japaner gefallen waren, begannen diese, einen kleinen Militärflugplatz in der Nähe von Honiara zu errichten, den sie nach dem nahe liegenden gleichnamigen Flussdelta Lunga Point nannten. Dieses Flugfeld bedeutete für die japanische Marine die Kontrolle über die Süd-Salomonen. Die australischen Nachschubwege und auch Neuguinea waren von hier aus erreichbar.
Der Bau des Flugfeldes blieb den amerikanischen Aufklärern nicht verborgen und so geriet es in den Blickpunkt der weiteren amerikanischen Vorgehensweise gegen die Japaner im Jahr 1942. Anfang August begann die Schlacht um Guadalcanal, die sich bis in den Februar 1943 hinzog und viele tausend amerikanische und japanische Soldaten das Leben kostete.
Nach der erfolgreichen Einnahme des Flugfeldes durch die Amerikaner benannten sie es in Henderson Field um, nach Major Lofton Henderson, der kurz zuvor bei der Schlacht um Midway ums Leben gekommen war. Im Laufe der Kämpfe versuchten die Japaner immer wieder erfolglos, das Flugfeld zurückzuerobern. Schon am 20. August 1942 hatten die SeaBees – ein amerikanisches Aufbaubataillon – alle Schäden beseitigt und den Flugbetrieb ermöglicht. Als erste Maschine landete hier eine Consolidated PBY Catalina.
In einer weiteren Ausbaustufe entstand eine zweite Start- und Landebahn unter der Kennung Fighter2 in der Nähe von Kukum an der Nordküste von Guadalcanal. Von dieser Bahn starteten im April 1943 die P-38 Lightnings, die den japanischen Admiral Yamamoto südlich von Bougainville abschossen (→Operation Vengeance).
Nach dem Kriegsende benutzten die Salomonen Fighter2 als Hauptflughafen der Inseln weiter. 1969 wurde Fighter2 geschlossen. Heute befindet sich dort ein Golfplatz und ein weiträumiges Industriegelände.
Henderson Field wurde nach dem Krieg fast vollständig abgebaut. Später wurde an dieser Stelle ein neuer Flughafen gebaut und 1969 eröffnet. Der Tower ist noch das Originalgebäude aus dem Jahr 1943. Mitte der 1980er-Jahre wurde die Landebahn verlängert und verbreitert, um auch modernen Flugzeugen das Starten und Landen zu ermöglichen.
Seit Dezember 2003 heißt der Flughafen offiziell Honiara International Airport. Auf Honiara International Airport sind bis heute amerikanische Militäreinheiten stationiert.